# Louis Viannet
Pour l’article ayant un titre homophone, voir Viannay.
Cet article possède un paronyme, voir Vianney.
Louis Viannet est un syndicaliste français, né le 4 mars 1933 à Vienne (Isère) et mort le 21 octobre 2017, à Annonay (Ardèche), secrétaire général de la Confédération générale du travail de 1992 à 1999. Cet ancien secrétaire général de la fédération des PTT a amorcé le renouveau de la CGT et sa prise de distance avec le PCF en quittant le bureau national de ce Parti en 1996.

## Biographie
Originaire de la région lyonnaise, Louis Viannet est issu d'une famille ouvrière. Il est l'aîné des quatre enfants d'un ouvrier des usines Rhône-Poulenc.
Il suit des études secondaires au lycée de Saint-Étienne (Loire), grâce à une bourse d'études. Titulaire du baccalauréat, il passe, un peu avant ses vingt ans, deux concours administratifs : l'un pour les Impôts, l'autre pour les PTT. Il est reçu au deuxième, celui des contrôleurs des PTT et débute dans cette administration au début de l'année 1953.
Après son service militaire effectué en métropole, il se marie et a deux enfants.

### Quelques aspects de l'homme privé
Le militantisme syndical et politique ne lui fait pas oublier le jazz, « surtout New Orleans » dont il est amateur ni la batterie qu'il pratique dans ses loisirs, ni la chasse et la cueillette des champignons, dont il apparaît fervent du fait des marches qu'elles permettent dans la nature.

## Louis Viannet le syndicaliste

### L'engagement
Il suit un cours de formation professionnelle à Paris, quand, à l'été 1953, des grèves secouent l'ensemble des services publics français. C'est au cours de ces événements qu'il adhère à la CGT, suivant en cela l'exemple de son père, syndiqué à la CGT et il participe activement à ce mouvement social inédit, qui, parti d'une grève locale aux PTT, affecte la plupart des services et des entreprises publics.

### La montée du responsable
- en 1956, à la suite de son service militaire, il réintègre les PTT et est affecté au bureau de Lyon-Chèques. Le centre des CCP de Lyon a été créé en 1918, en même temps que le service des Chèques postaux eux-mêmes. Comme dans les autres centres de chèques, une vingtaine environ pour toute la France, le travail y est parcellisé, la discipline y est stricte et lourde, toutes les procédures sont faites manuellement, et les revendications syndicales sont nombreuses[7].

L'accroissement du trafic est à la mesure de la croissance économique des « Trente Glorieuses ».
- En 1950, 2 600 000 comptes sont ouverts à la Poste, engendrant 359 millions d'opérations.
- En 1960, 4 800 000 comptes sont ouverts, pour 771 millions d'opérations[8].

Sorti des grèves de 1953 « en ayant la conviction que sa vie serait consacrée au militantisme », Louis Viannet occupe progressivement des postes de responsable syndical plus élevés.
- En 1962, il est secrétaire du syndicat des PTT du Rhône.
- En 1967, il entre au bureau fédéral de la Fédération CGT des PTT.
- En 1972, il est élu secrétaire général adjoint de cette Fédération.
- En octobre et novembre 1974, lors du conflit social majeur qui affecte les PTT et le pays durant six semaines, il est parmi les principaux intervenants de la fédération CGT des PTT dans l'animation des meetings, la centralisation des revendications, puis dans les négociations menées avec le ministère des PTT.
- En février 1979, il succède à Georges Frischmann, en étant élu au secrétariat général de cette Fédération, lors de son XXIVe Congrès.

### Dirigeant national de la CGT
Louis Viannet, membre de la Commission exécutive de la CGT depuis 1972, est élu au Bureau confédéral de la CGT en juin 1982, lors du 41e Congrès. Il quitte la direction de la Fédération des PTT à la fin de cette même année.
Au Bureau confédéral une tâche de premier ordre lui est dévolue : il succède à Henri Krasucki, promu secrétaire général de la Centrale syndicale, au poste de directeur de l'hebdomadaire de la CGT, La Vie Ouvrière. Durant dix années, Louis Viannet fait figure d'orthodoxe, face à Henri Krasucki, dont l'image de réformateur s'impose progressivement. C'est avec cette étiquette, attribuée par la presse, qu'il lui succède en février 1992 en étant élu secrétaire général de la CGT, lors du 44e congrès confédéral de celle-ci. « En portant Louis Viannet au poste de secrétaire général, la CGT n'a pas choisi un homme neuf pour mettre en œuvre sa volonté de changement et d'indépendance », lit-on dans la presse.

### Réformateur
« J'ai été élu avec l'étiquette du stalinien de service qui allait mettre de l'ordre dans la maison », confie-t-il au moment de son départ. Le contexte de son élection à la direction de la Confédération peut donner à croire en un déclin d'une CGT incapable de renouveler son discours et sa pratique. Or lorsqu'il quitte son poste en février 1999, les six années du mandat de Louis Viannet se soldent par un bilan tout autre.
- Sur le plan international, en 1995, la CGT quitte la Fédération syndicale mondiale, condition nécessaire pour préparer son adhésion à la Confédération européenne des syndicats réunissant les syndicats réformistes.
- Sur la question majeure des liens (sous-entendus de dépendance) avec le Parti communiste français, Louis Viannet se retire spectaculairement en 1996 du Bureau national du PCF. Il est à noter qu'il demeure membre, jusqu'en 1999/2000, du Conseil national de ce parti.
- Le mouvement social de l'hiver 1995 permet à la CGT de renouveler ses thèmes, de dynamiser son image et de renouveler ses militants. Bernard Thibault, l'une des figures emblématiques du conflit social de l'hiver 1995, assure la succession de Louis Viannet lors du 46e congrès de la CGT en février 1999.
- Les élections prudhommales de décembre 1997 témoignent de l'ancrage maintenu de la CGT à la première place des organisations syndicales françaises, recueillant les suffrages de plus de 33 % de votants, devant la CFDT, 25,3 %, et FO, 20,5 %. Un journal[11] commente ainsi les résultats: ils « marquent peut-être l'arrêt du déclin » de la CGT. Louis Viannet laisse derrière lui l'image d'un pragmatique réformateur réussissant à stopper le déclin de la première centrale syndicale de France[4].

## Louis Viannet au PCF

### Le militant politique
Louis Viannet adhère au Parti communiste français en 1953, dans la foulée de son engagement syndical « quelques jours après la fin des grèves de 1953 », selon son témoignage. Son engagement politique se limite au Comité fédéral du Rhône dont il est membre depuis 1967 jusqu'à son accession au Comité central du PCF, en février 1976. Permanent syndical, il est alors présenté comme « militant syndicaliste, fédération de Paris ».

### Le cumul des responsabilités nationales CGT-PCF, et sa fin en 1996
Il accède au Bureau politique du PC en février 1982 à l'issue du 24e Congrès de ce parti. Les explications données à cette promotion de Louis Viannet, alors secrétaire général de la Fédération CGT des PTT, sont explicitement exprimées : « il a une grande expérience du mouvement ouvrier ». De fait il assume l'entière succession de Georges Frischmann tant au niveau syndical qu'au niveau politique. Quelques semaines plus tard, son élection au Bureau confédéral de la CGT éclaire mieux sa promotion. Mais les différentes crises qu'a connues, depuis 1980, l'instance nationale de la première centrale syndicale française, posent, parmi d'autres, le problème de la compatibilité du cumul des mandats avec l'affirmation de l'indépendance du syndicalisme à l'égard des forces et partis politiques. Cette question resurgit lors de chacun des Congrès de la CGT. Élu en 1982 secrétaire général de la Confédération, Henri Krasucki a d'emblée été jugé à l'aune de son manque d'indépendance vis-à-vis du Parti communiste. Sa volonté de changer en ce domaine n'est pas avérée. Louis Viannet succédait à Henri Krasucki en 1992. La perte d'audience du PCF rend de plus en plus inconfortable la double appartenance. Louis Viannet franchit le pas en annonçant dans le cadre de la préparation du 29e Congrès de son Parti (décembre 1996) qu'il renonce à siéger au Bureau politique du PCF. À la surprise des observateurs, c'est un homme jusqu'alors réputé pour son alignement qui met ainsi fin à une tradition cégétiste qui perdure depuis 1945.

### Publication
- Louis Viannet (entretiens avec Jean Claude Poitou), Syndicat, les nouveaux défis, Éditions de l'Atelier- VO éditions, 1996.